# Mexicaanse grondwet van 1917

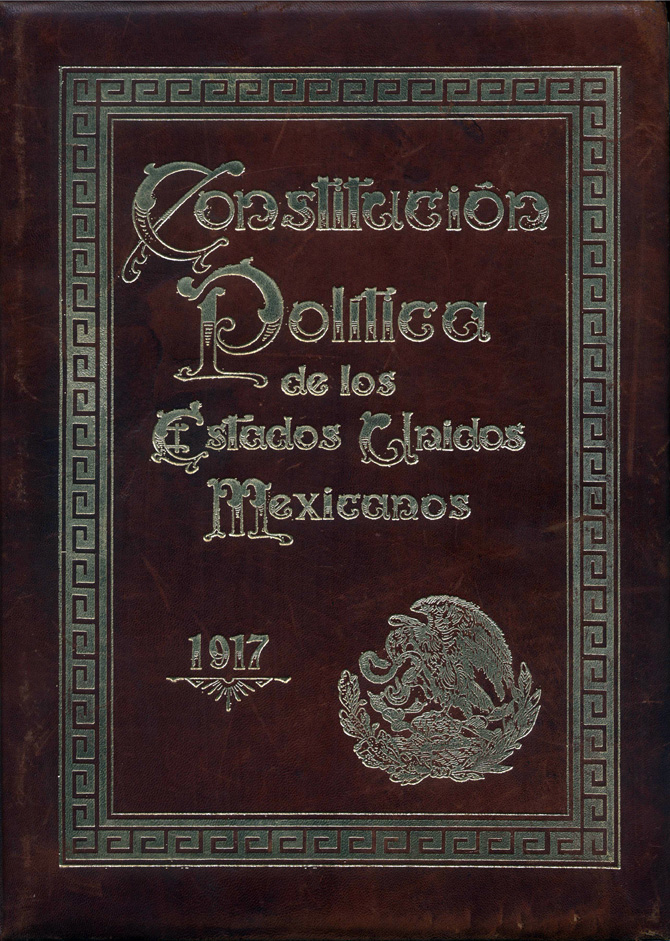
Mexicaanse grondwet van 1917

De Mexicaanse Grondwet van 1917, formeel de politieke Grondwet van de Verenigde Mexicaanse Staten (Spaans: Constitución Política de los Estados Unidos Mexicanos) is de huidige grondwet van Mexico.
De grondwet van 1917 is opgesteld in Santiago de Querétaro, tijdens de Mexicaanse Revolutie. De grondwet trad in werking op 5 februari 1917. Deze verving die van 1857. Venustiano Carranza was de eerste president die onder deze grondwet diende. 5 februari is tegenwoordig een feestdag in Mexico (Día de la Constitución). Sindsdien werd de grondwet enkele keren geamendeerd.
De grondwet is enigszins socialistisch getint. Het regelt onder andere landverdelingen en kent een sterke scheiding tussen kerk en staat. Enkele antiklerikale artikelen worden tegenwoordig niet meer nageleefd.
Opvallende artikelen uit de Mexicaanse grondwet zijn:
- Artikel 3 regelt het onderwijs. Onderwijs is gratis en niet-religieus.
- Artikel 18 regelt de rechten van verdachten. Gevangenschap dient volgens dit artikel "sociale wederaanpassing". In de VS wordt deze wet als erg 'soft' gezien. Mexico is hierdoor een toevluchtsoord voor Amerikaanse criminelen. Mexico weigert principieel criminelen die in de VS de doodstraf kunnen krijgen uit te leveren.
- Artikel 22 verbiedt "ongewone of extreme straffen". In 2001 bepaalde het hooggerechtshof dat ook levenslange gevangenisstraf hieronder valt, omdat levenslange gevangenen niet terug kunnen keren in de maatschappij, terwijl dat volgens artikel 18 het doel van gevangenisstraf is. De doodstraf is sinds maart 2005 officieel verboden, al was het sinds 1951 al niet meer uitgevoerd.
- Artikel 27 regelt het grondbezit. Grondbezit, vooral door buitenlanders, is aan strenge voorwaarden onderhevig. Zo mag niemand grond aan de kust bezitten. Aardolie mag alleen door de staat gewonnen worden. Artikel 27 is met afstand het grootste artikel, het neemt bijna de helft van de grondwet in.
- Artikel 115 verbiedt het dienen van meer dan een termijn voor de meeste publieke functies.
- Artikel 123 regelt de rechten van arbeiders. Het regelt onder andere een achturige werkdag, het recht om te staken, het recht op een vrije dag per week en schadeloosstelling wanneer iemand zonder reden ontslagen wordt. Dit artikel maakte een eind aan peonage, een vorm van schuldslavernij.
- Artikel 130 regelt de scheiding van kerk en staat. Het regelt dat alle religieuze instellingen geregistreerd moeten staan, en het verbiedt priesters zich verkiesbaar te stellen voor een openbare functie.